# Rainer Keßler
Rainer Keßler (* 9. August 1919 in Metten; † 29. April 2002 in München) war ein deutscher Verwaltungsjurist.

## Werdegang
Er machte 1938 Abitur am Wilhelmsgymnasium München.
Keßler kehrte 1947 aus der Kriegsgefangenschaft zurück. 1951 legte er die Erste juristische Staatsprüfung ab; 1952 folgte die Promotion an der Universität München, 1953 die Zweite juristische Staatsprüfung. Im gleichen Jahr trat er in den bayerischen Staatsdienst ein. 1963 wurde er Leiter der Dienststelle Bonn des Bevollmächtigten des Freistaats Bayern beim Bund. Von 1967 bis 1982 war er als Ministerialdirektor der Leiter der Bayerischen Staatskanzlei.

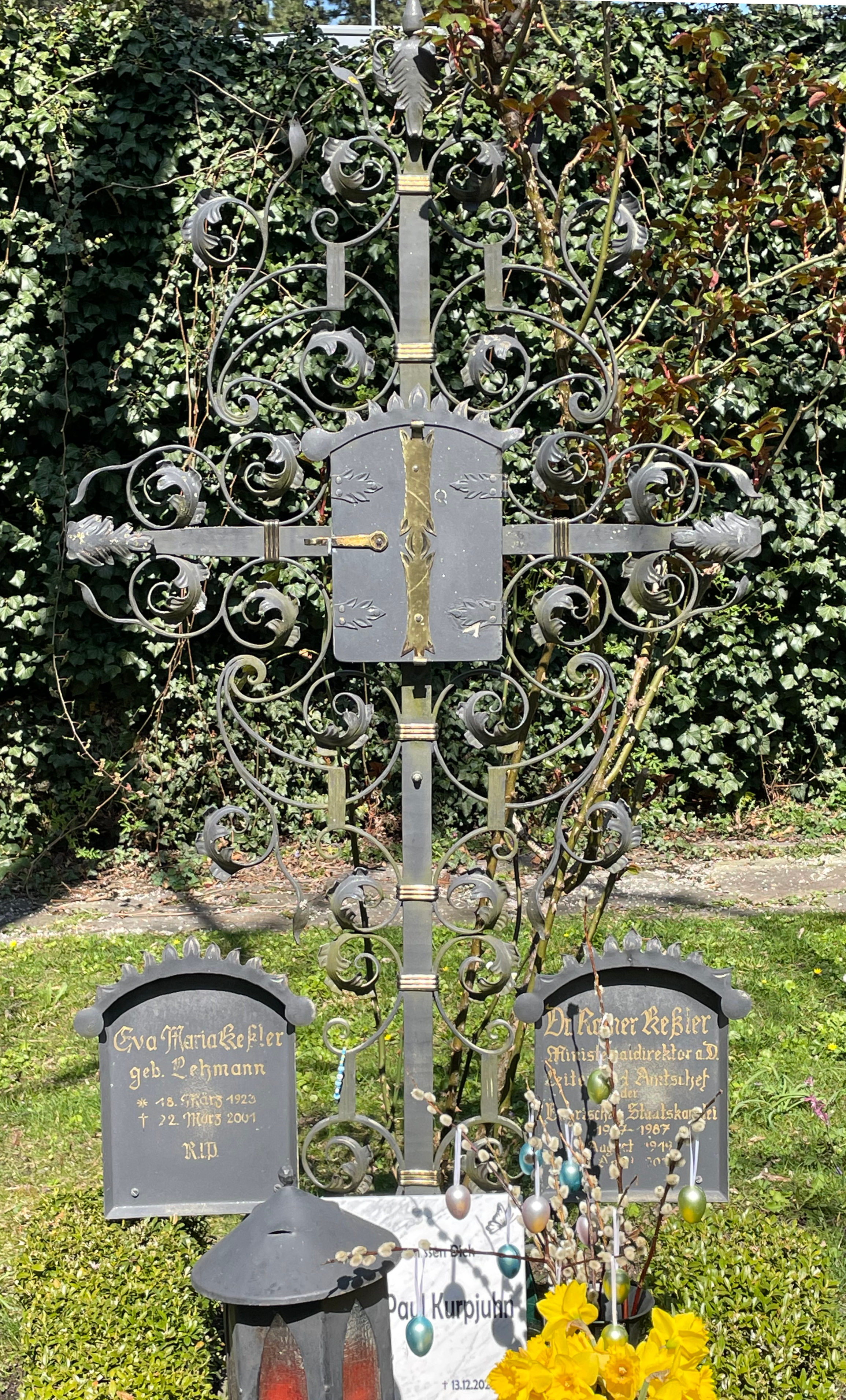
Grab von Rainer Keßler

Er war Mitglied der katholischen Studentenverbindung K.St.V. Erwinia München im KV. 
Begraben ist Keßler in München auf dem Nymphenburger Friedhof (Feld 2).

## Ehrungen
- 1969: Verdienstkreuz des Landes Tirol
- 1976: Großes Verdienstkreuz der Bundesrepublik Deutschland
- 1979: Goldenes Ehrenzeichen des Landes Oberösterreich
- 1981: Goldenes Ehrenzeichen des Landes Salzburg
- 1982: Großer Tiroler Adler-Orden
- 1984: Großes Verdienstkreuz mit Stern der Bundesrepublik Deutschland
- 1969: Bayerischer Verdienstorden

## Veröffentlichungen
- Die rechtliche Regelung der Prostitutionsfrage seit dem RStGB 1871 und deren soziologische Bedeutung in diesem Zeitraum 1952, Dissertation